# Mitsubishi Freeca
Mitsubishi Freeca — компактвэн и пикап, выпускавшиеся с 1997 по 2017 год японской компанией Mitsubishi Motors. Модель была разработана для азиатского рынка, однако её сборка была организована на Тайване, в Китае, на Филиппинах, в Индонезии и Вьетнаме. 
Название «Freeca» происходит от слов «free» и «ca», что в переводе с тайваньского означает транспортное средство. На Филиппинах автомобиль назывался Mitsubishi Adventure, в Индонезии — Mitsubishi Kuda, а во Вьетнаме — Mitsubishi Jolie. 

## Описание
Mitsubishi Freeca был представлен 11 сентября 1997 года. В январе 1998 года за ним последовал Mitsubishi Adventure, а в марте 1999 года — Mitsubishi Kuda.

## Мировые рынки

### Китай
С 2001 по 2017 год Mitsubishi Freeca выпускался китайской компанией Soueast.

### Индонезия
В Индонезии автомобиль получил название Mitsubishi Kuda. Он производился на местном уровне компанией PT Krama Yudha Kesuma Motor и продавался дистрибьютером Krama Yudha Tiga Berlian до закрытия завода в 2005 году. Kuda в переводе с индонезийского языка обозначает лошадь.

### Филиппины
На Филиппинах Adventure претерпел серьёзные изменения в 2001 и 2004 годах, а затем в конце 2009 года был проведён небольшой фейслифтинг. Комплектации: GLX, GLX SE, GLS Sport, Super Sport и Grand Sport. 50000-й Adventure был выпущен в марте 2005 года.
Оригинальная модель продолжала продаваться в 2006 году под названием Adventure GX. Версия для такси получила название Adventure TX. Продажи GX завершились в 2017 году, однако к 2018 году в некоторых дилерских центрах было продано несколько оставшихся единиц.

### Южная Африка
Mitsubishi Freeca выпускался в Кейптауне под названиями Africar Landio и Africar Jockey.

### Тайвань
На Тайване Mitsubishi Freeca выпускался в кузовах пикап или минивэн. Минивэн имел заметные особенности, такие как антиблокировочная система тормозов с электронным распределением тормозных усилий и информационно-развлекательные системы VHS или 5.1 Surround DVD, которых не было у 8-местной комплектации Exceed (заменившей топовую комплектацию 7 Seater Super Exceed). Автомобиль оснащён 2,0-литровым двигателем 4G63 с карбюратором или многоточечным впрыском топлива.

### Вьетнам
Во Вьетнаме автомобиль назывался Mitsubishi Jolie.

## Галерея

### Mitsubishi Freeca

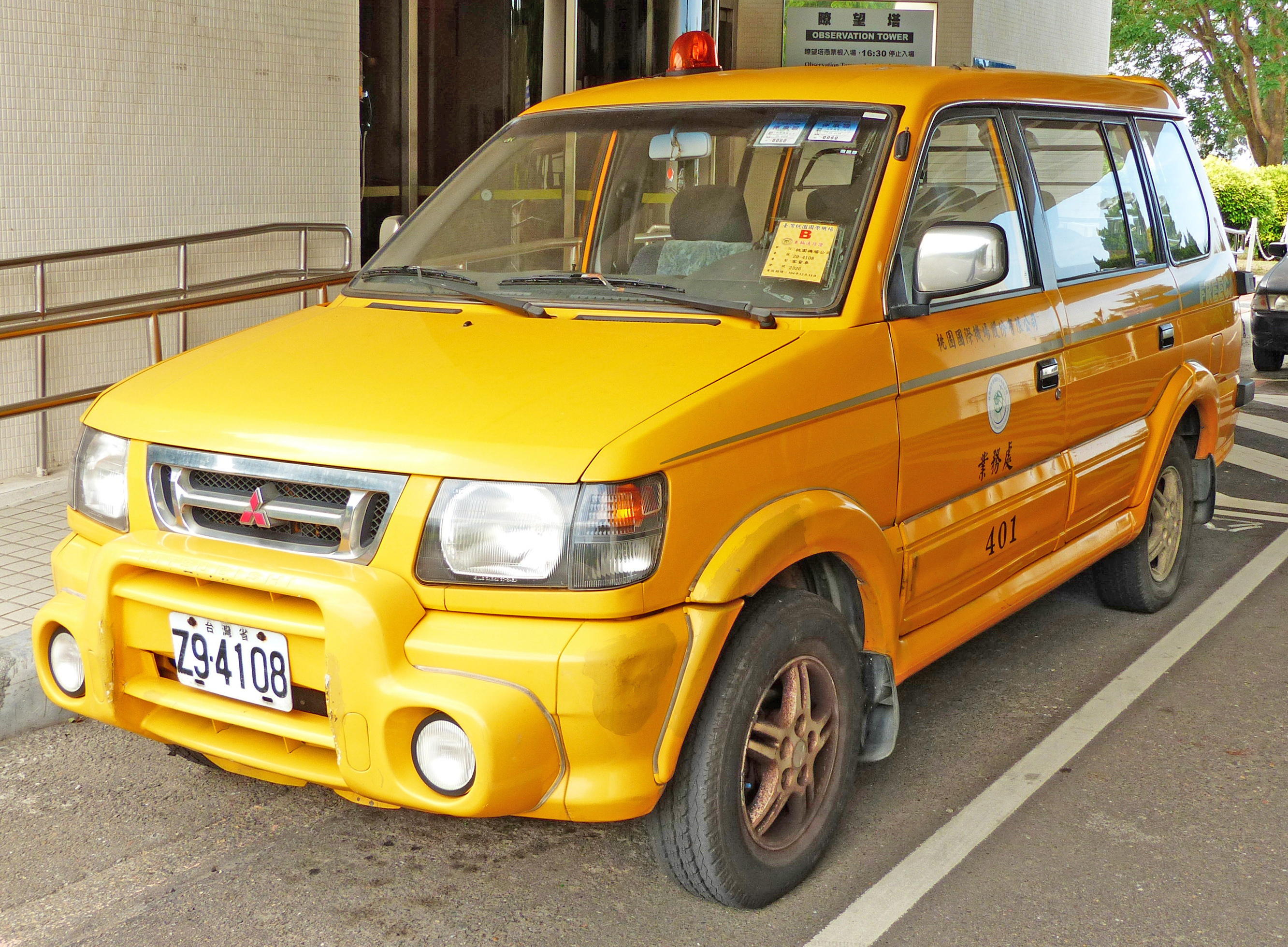
Оригинальный Mitsubishi Freeca Royal Exceed (Тайвань)
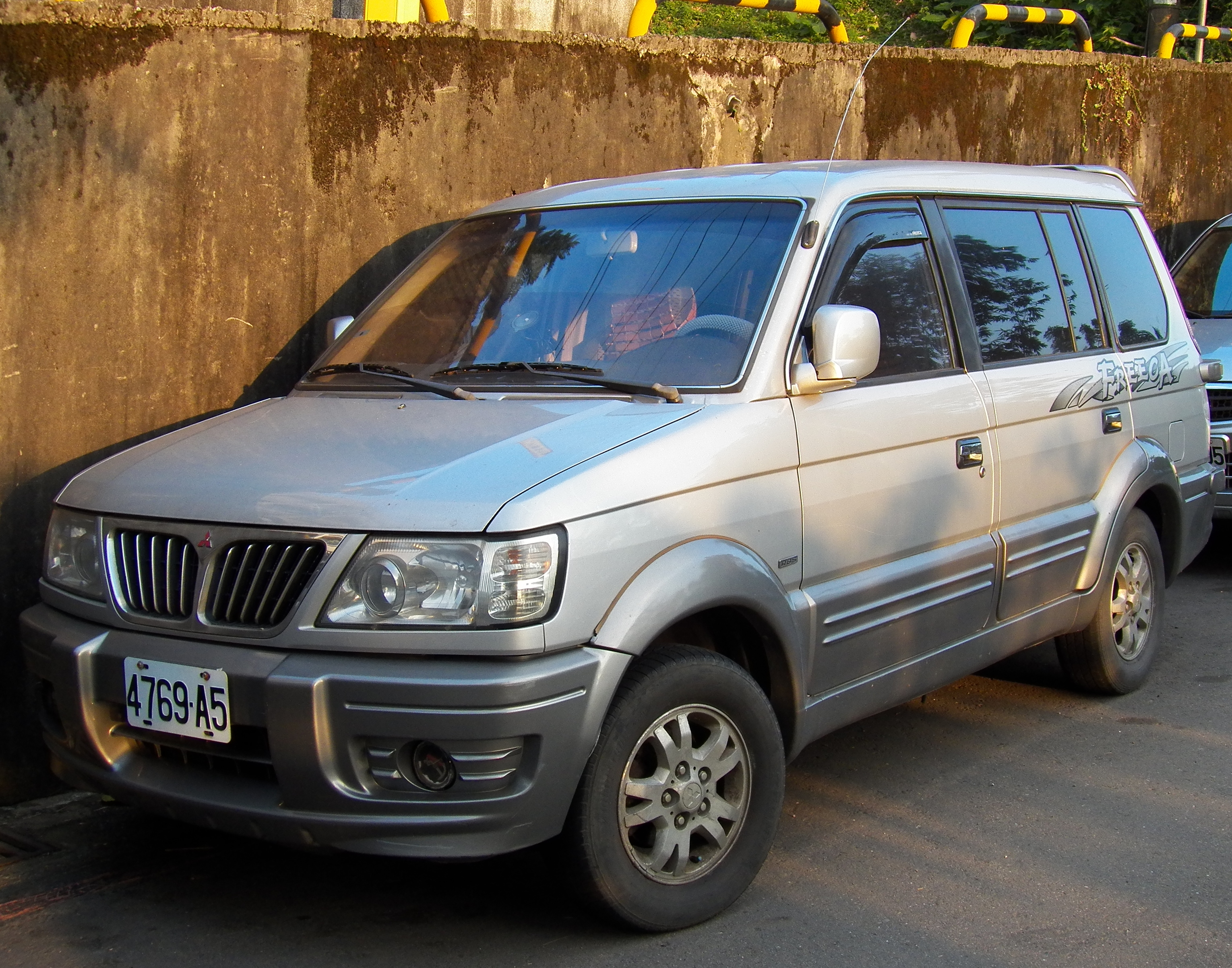
Первый фейслифтинг Mitsubishi Freeca Royal Exceed (Тайвань)
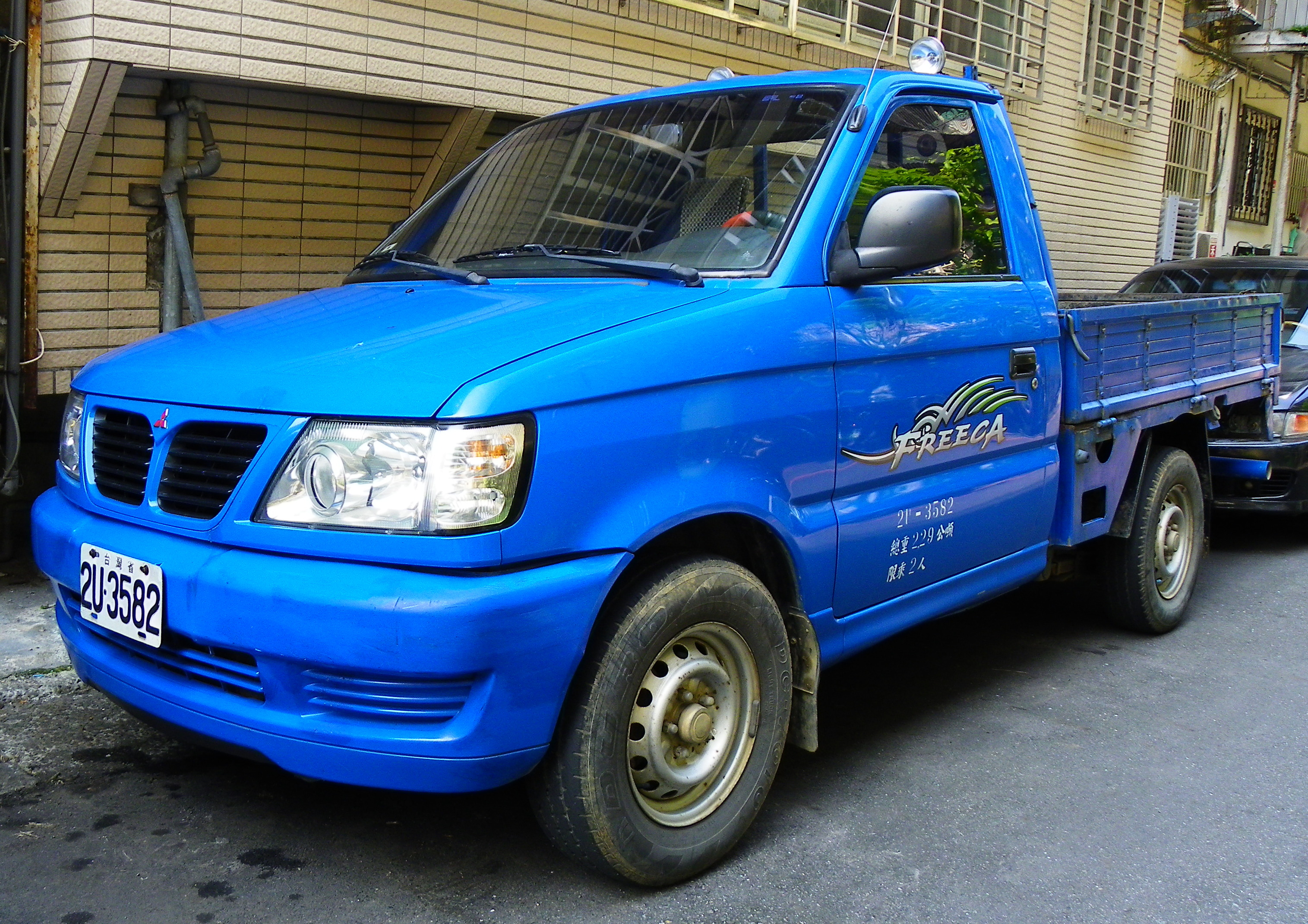
Пикап Mitsubishi Freeca (Тайвань)
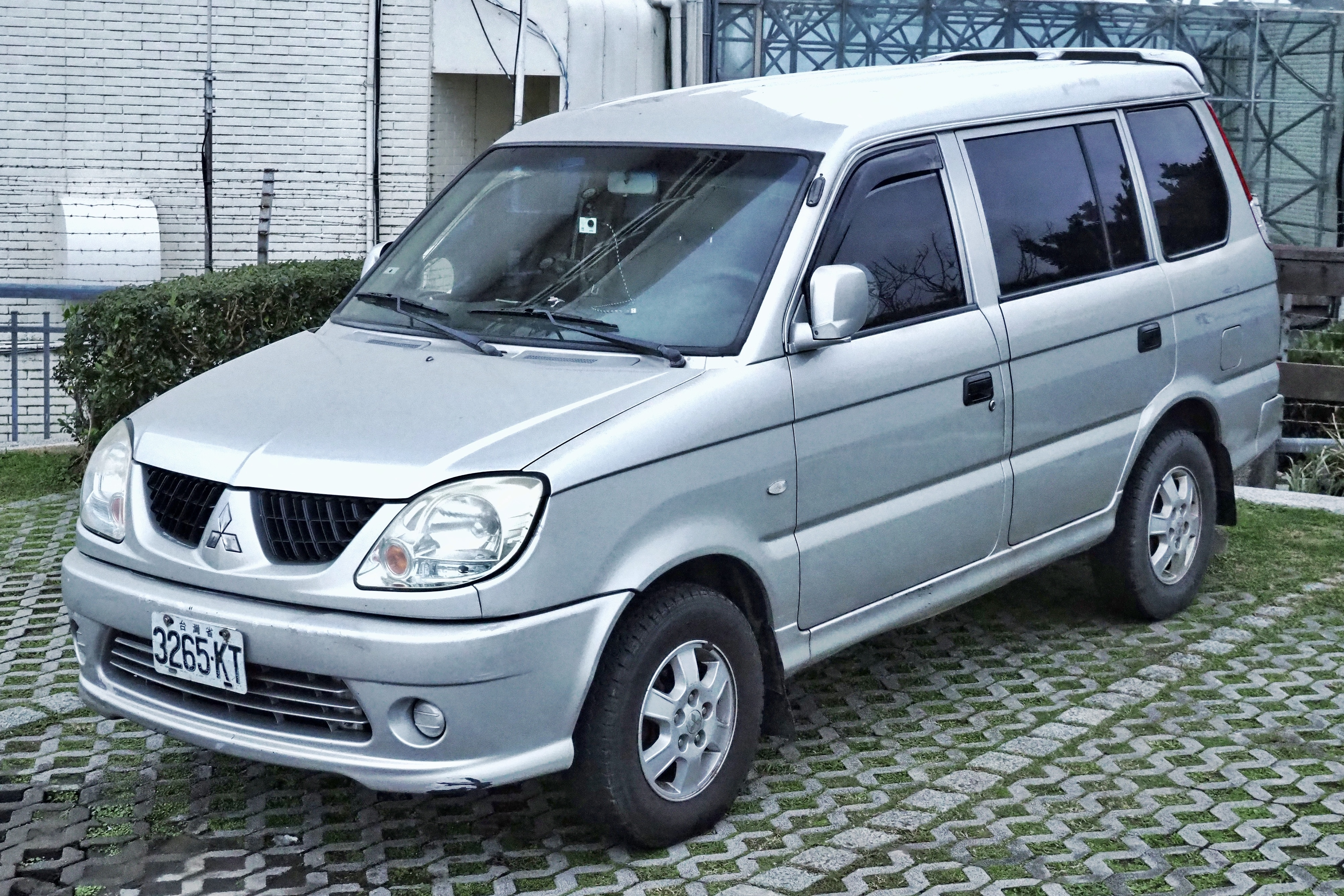
Второй фейслифтинг Mitsubishi Freeca GLS (Тайвань)
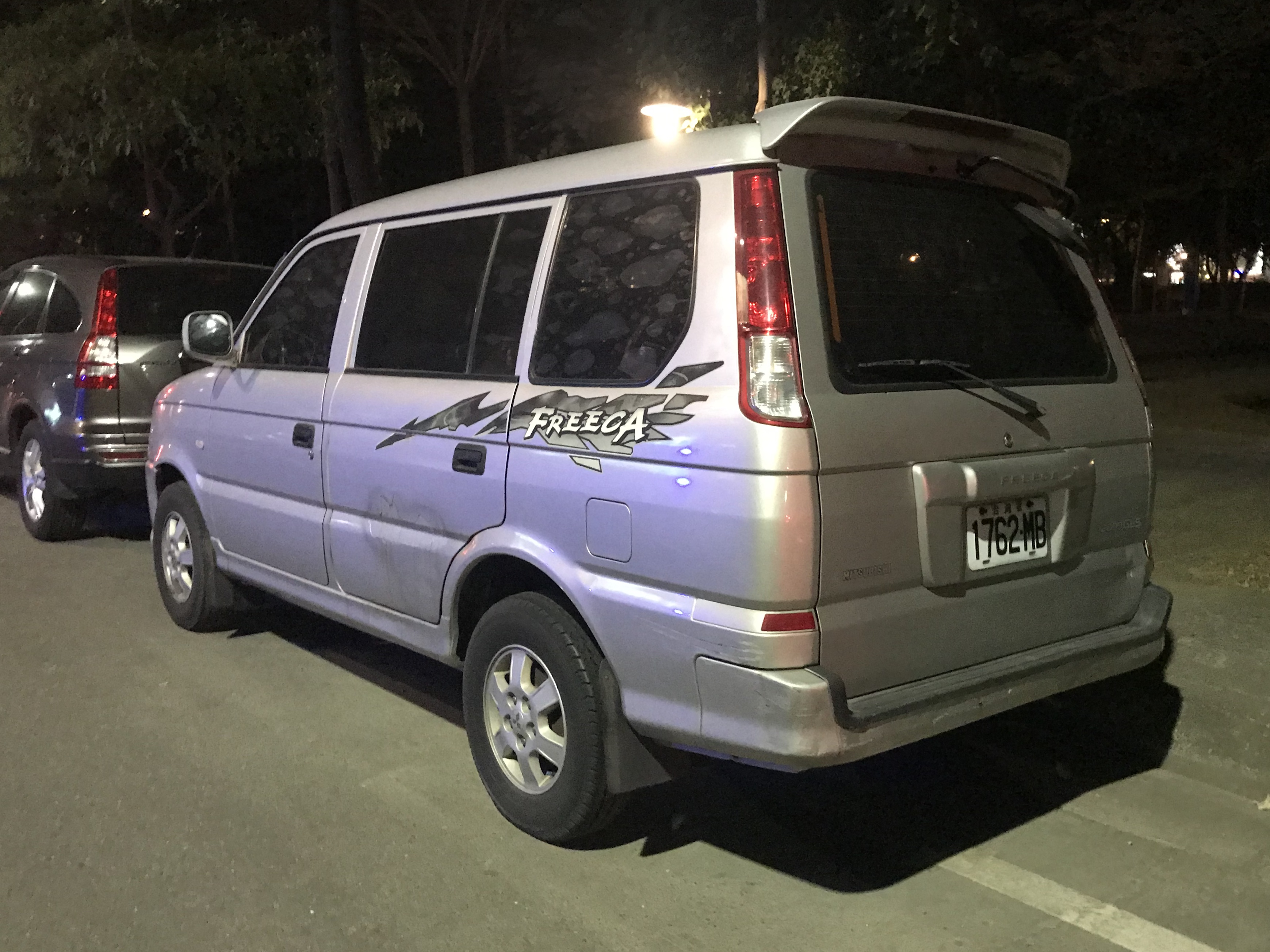
Вид сзади

### Mitsubishi Adventure

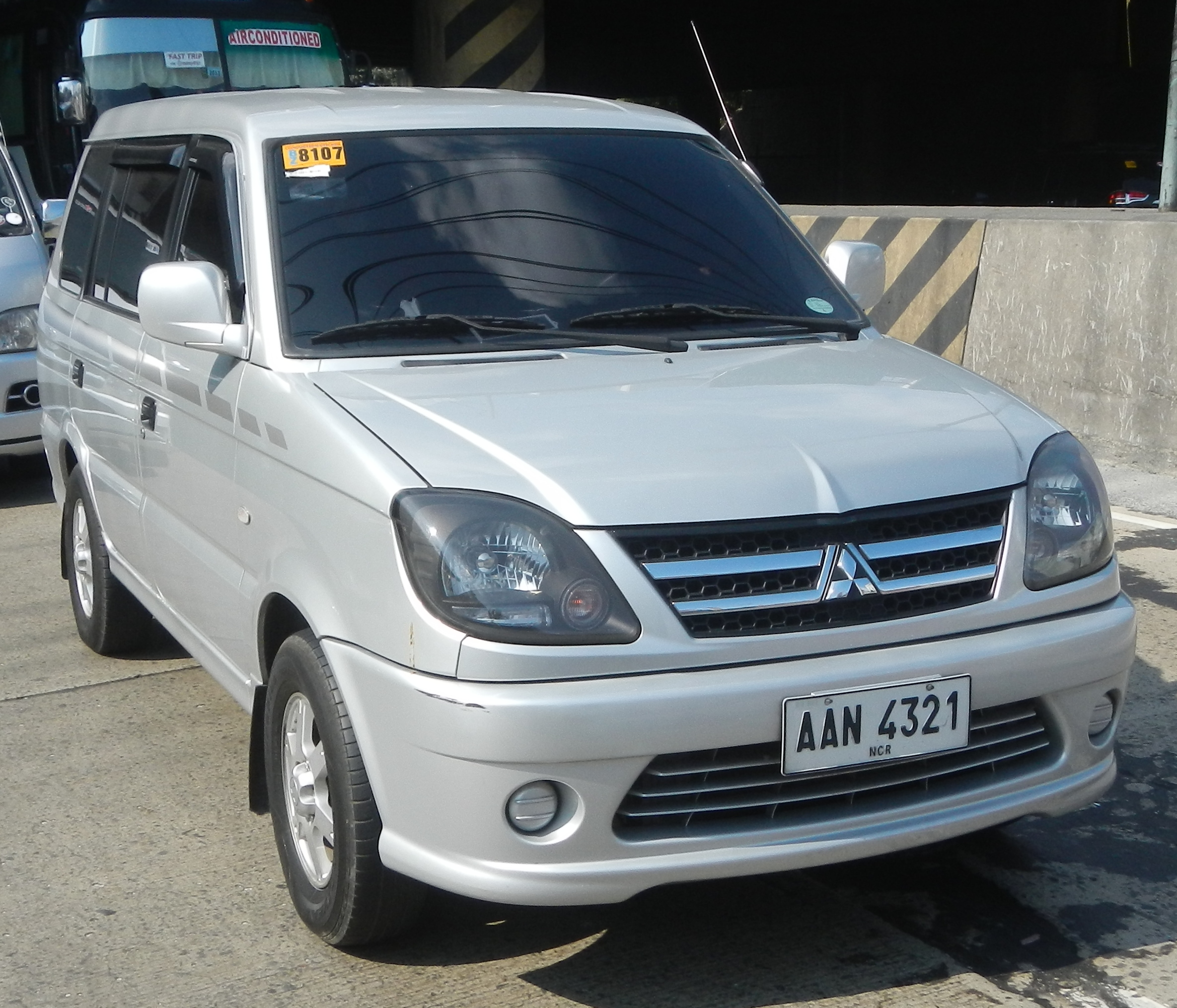
Mitsubishi Adventure GLX (Филиппины)
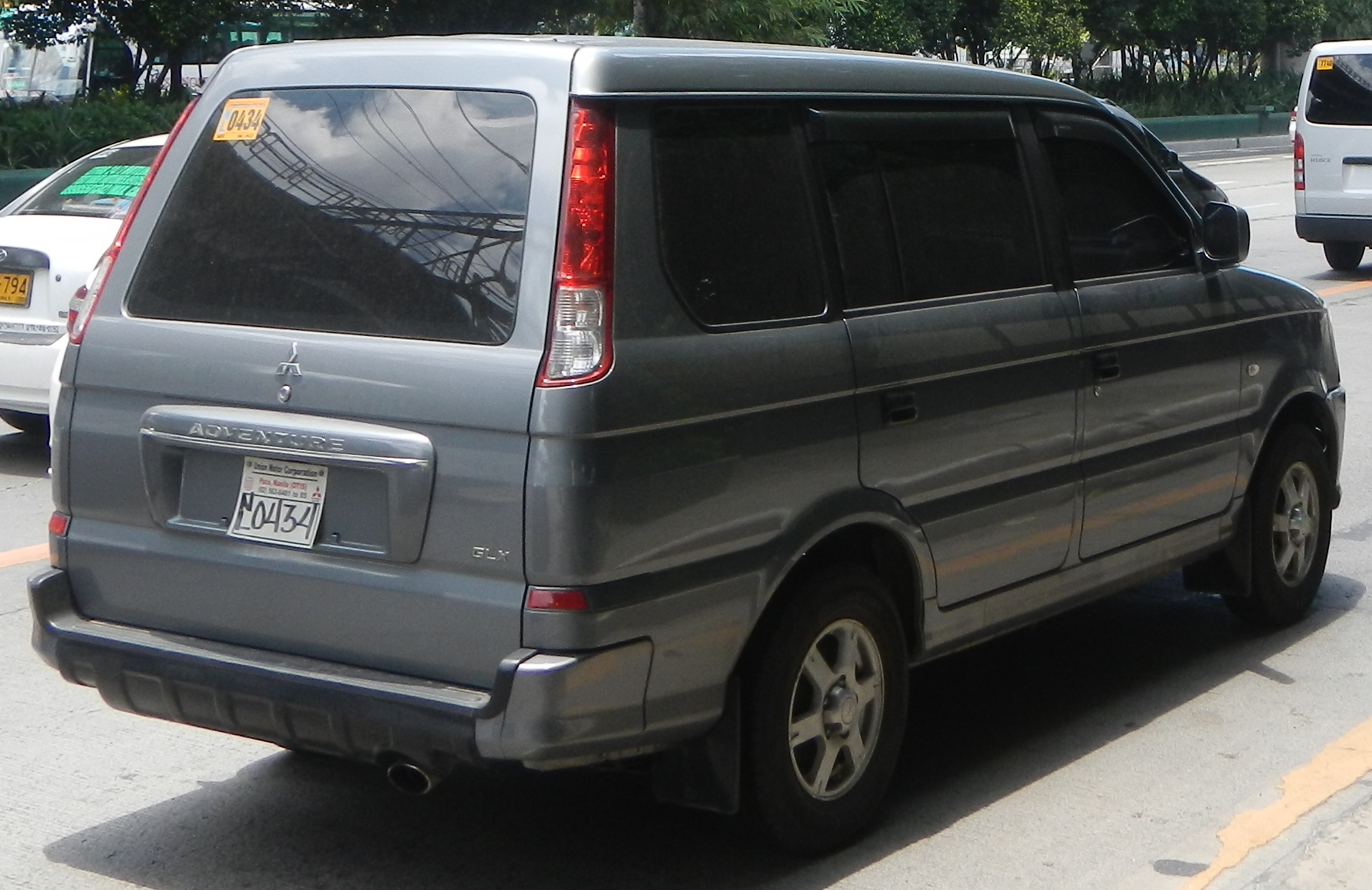
Вид сзади

### Mitsubishi Kuda

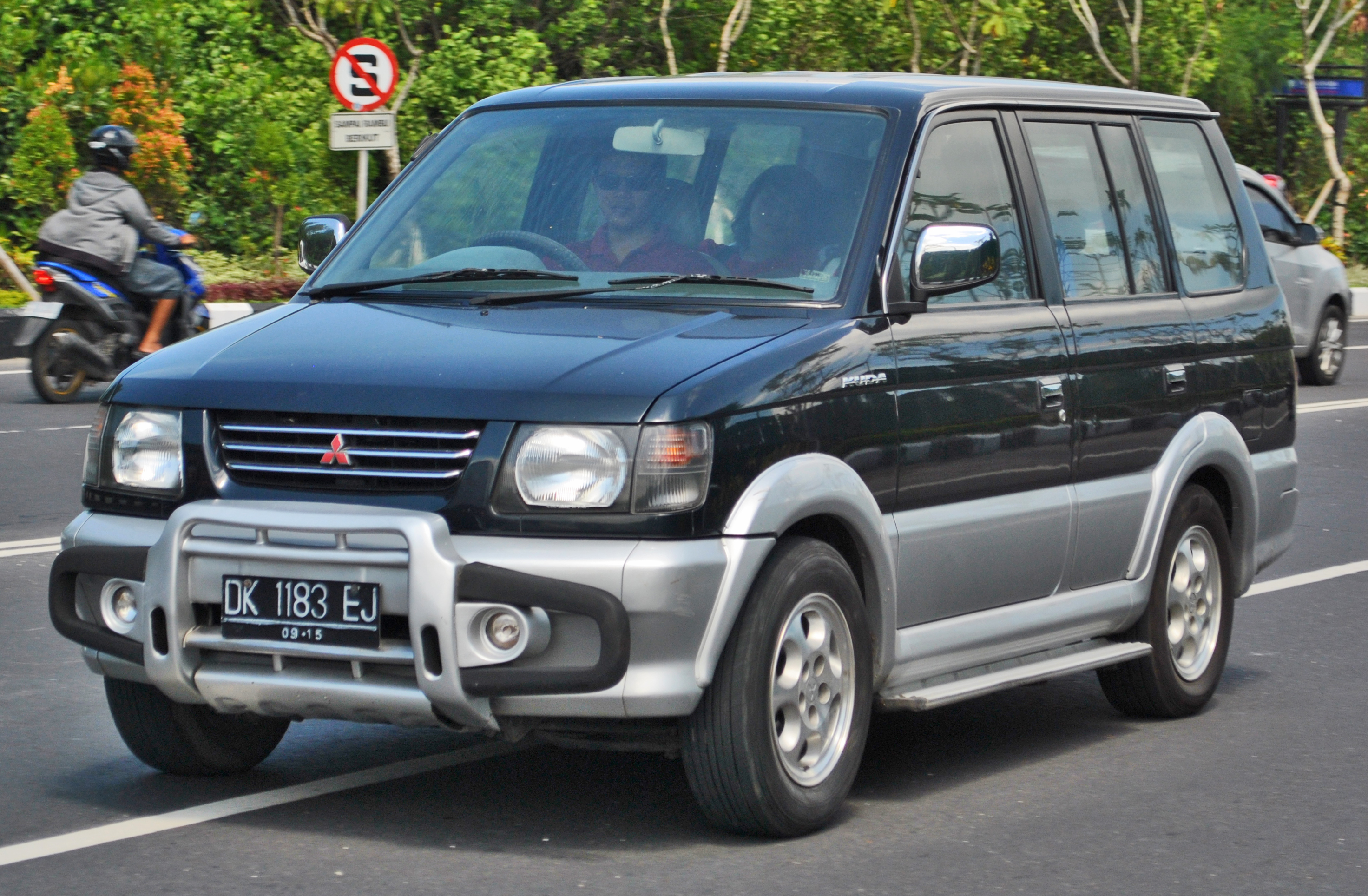
Оригинальный Mitsubishi Kuda Super Exceed 1.6 (VA1W; Индонезия)
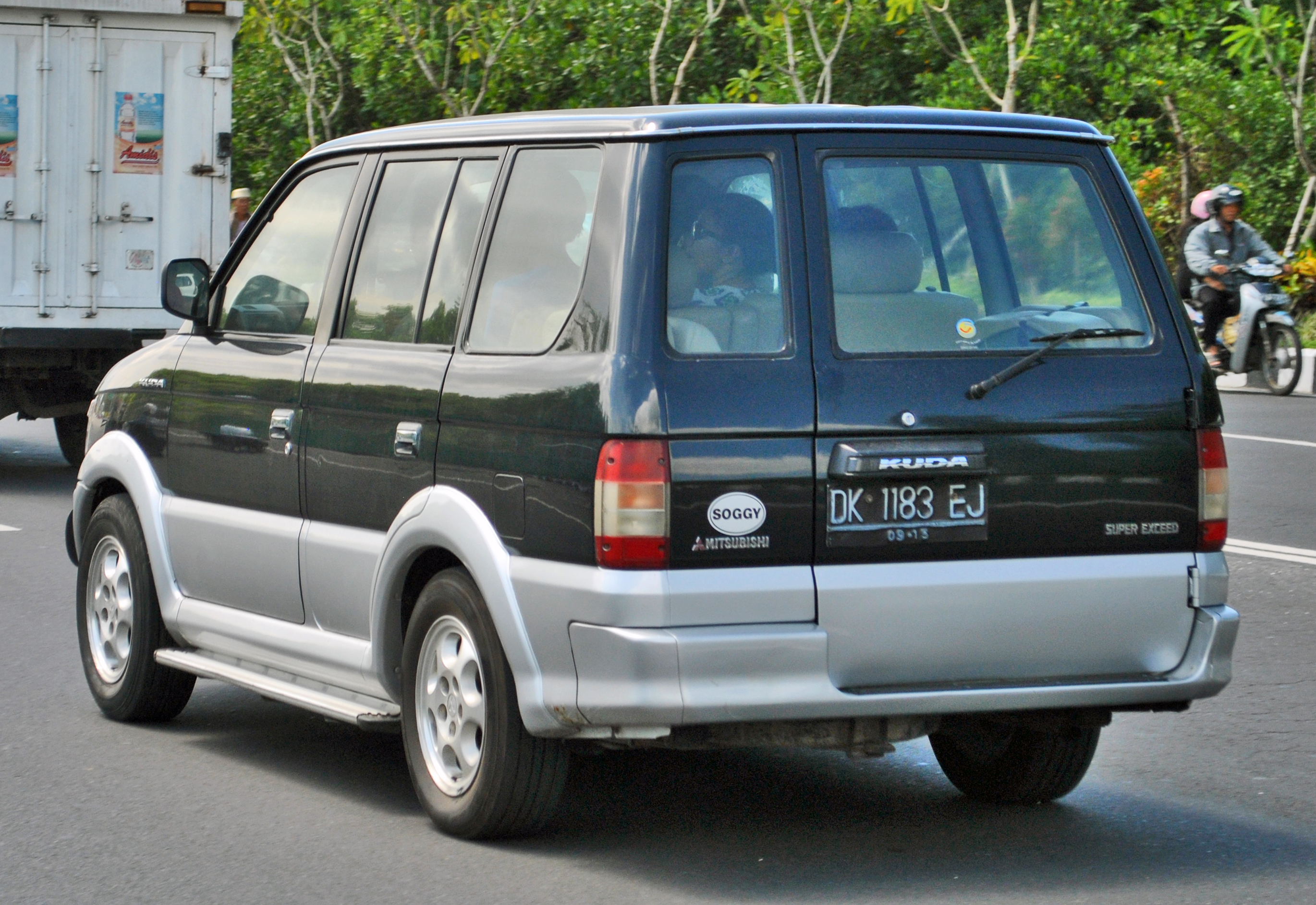
Вид сзади
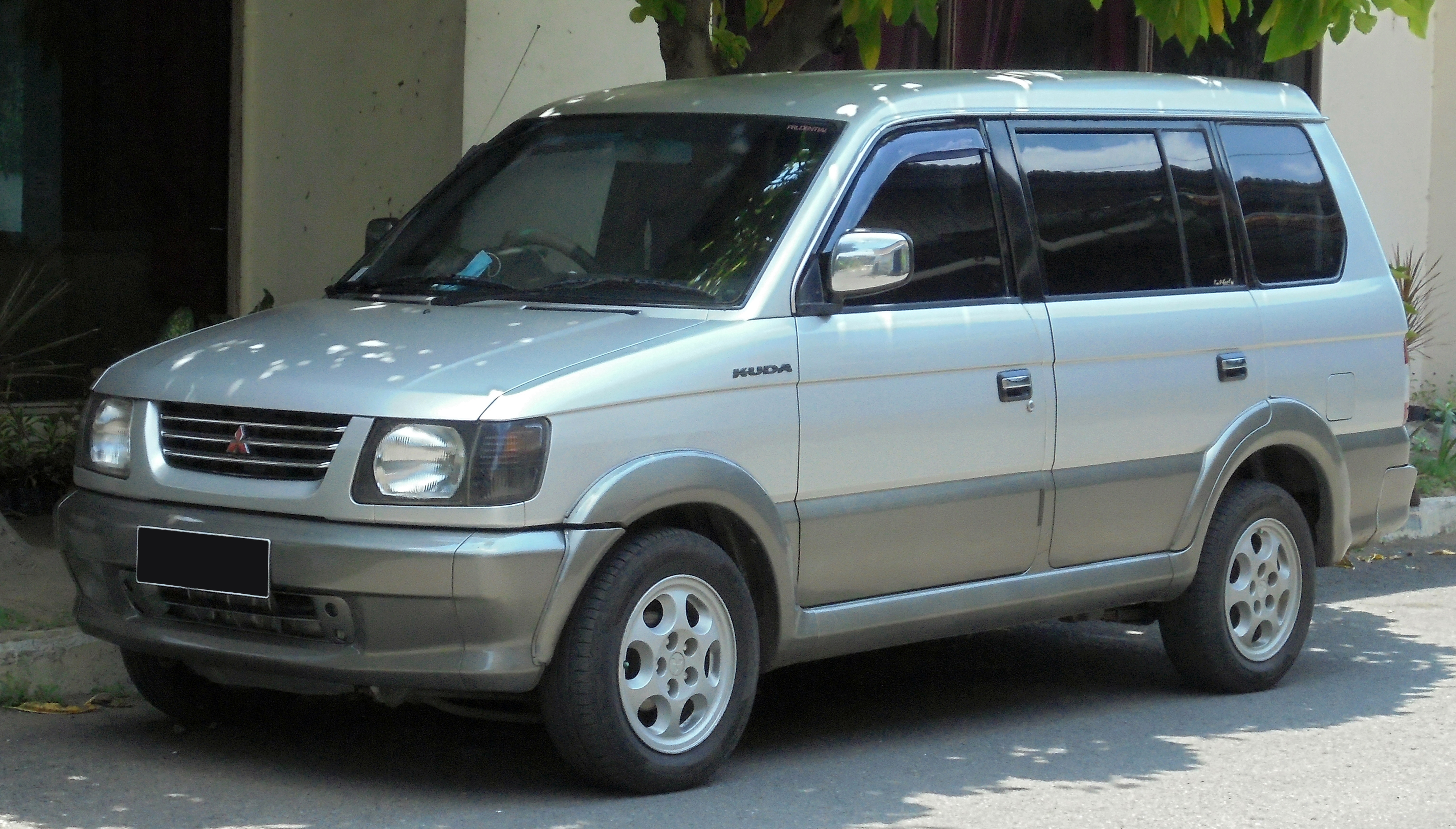
Mitsubishi Kuda Super Exceed 2.5 Diesel (Индонезия)
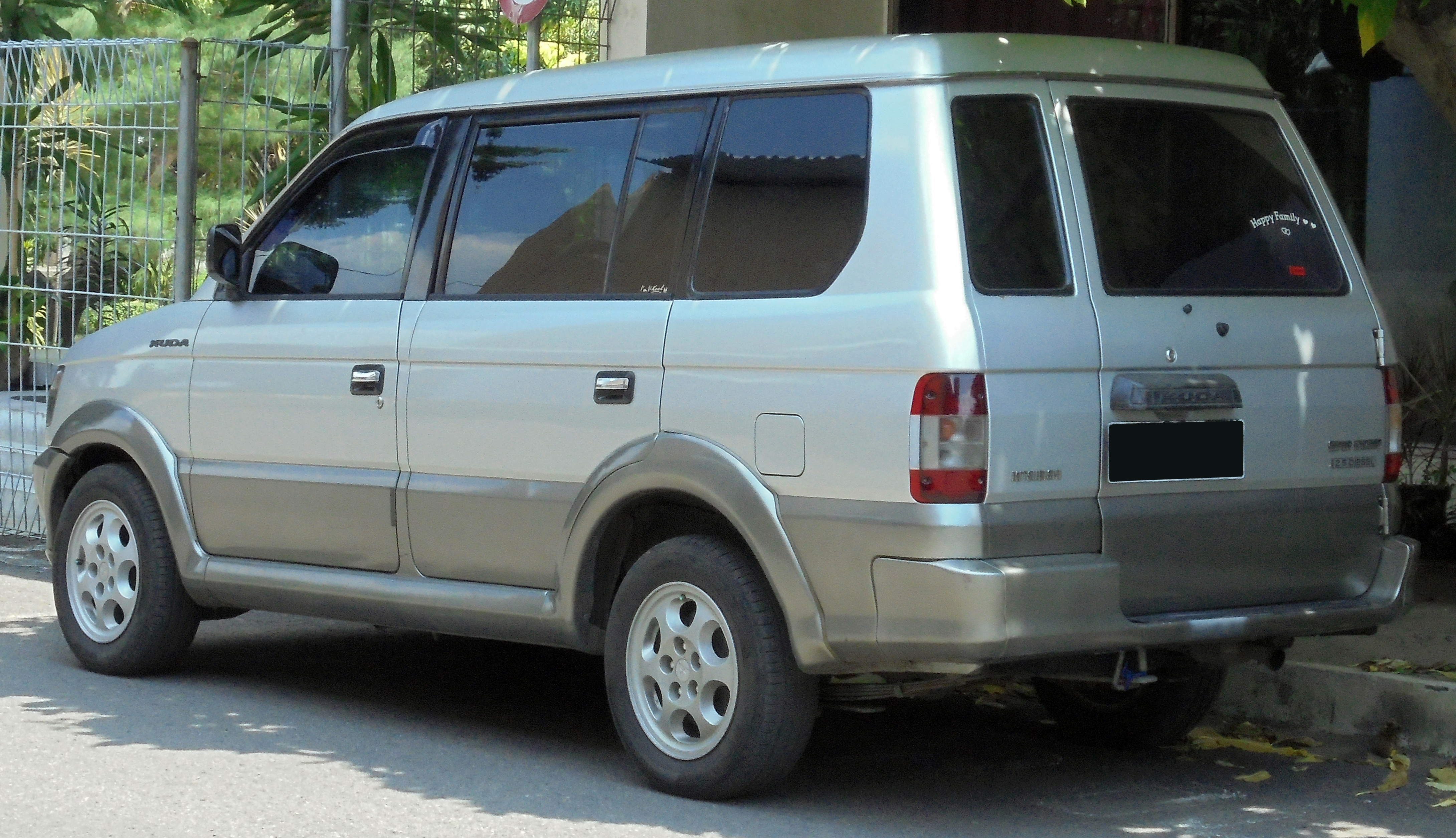
Вид сзади
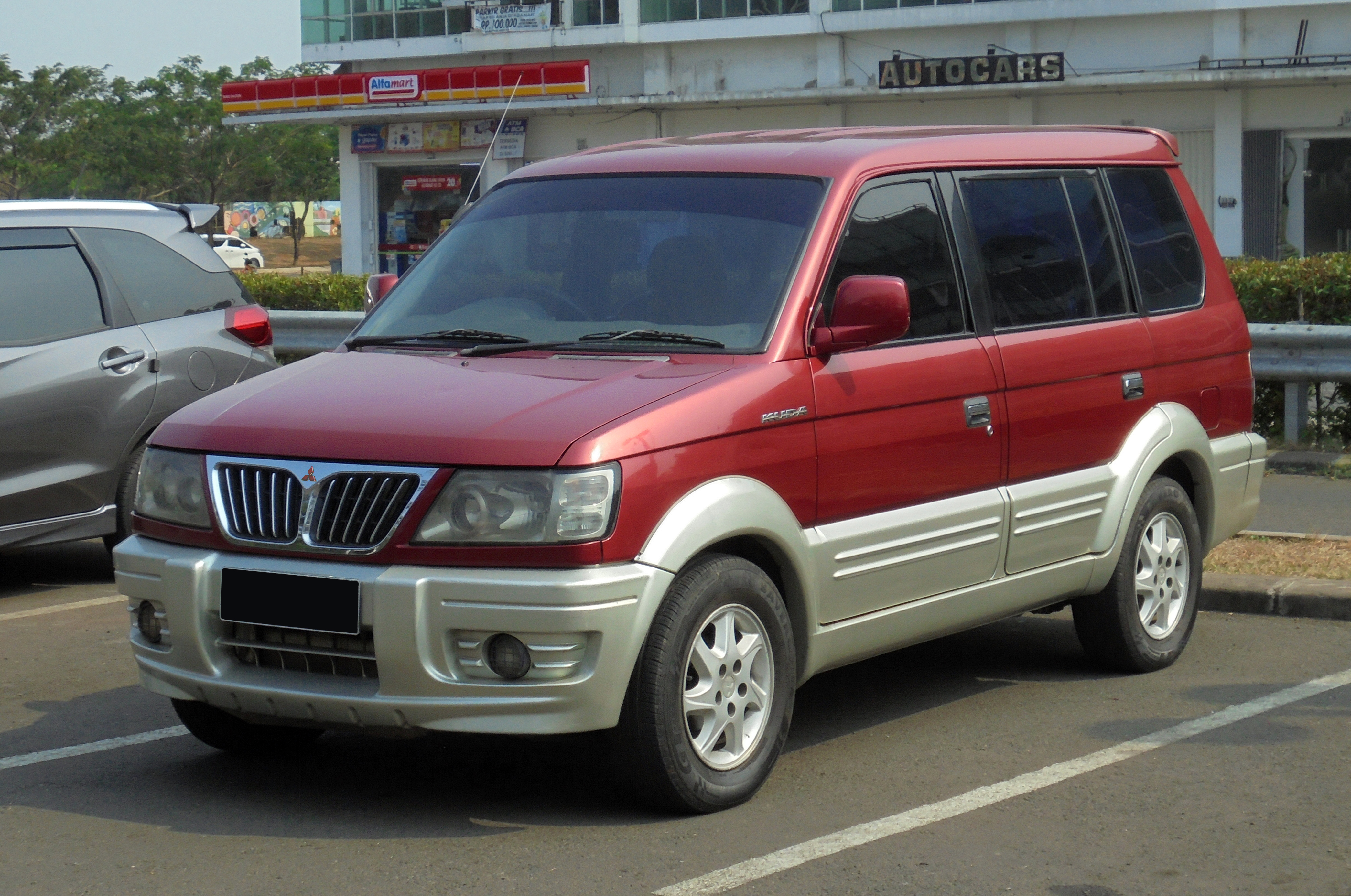
Первый фейслифтинг Mitsubishi Kuda Grandia 2.0 MPi (VB2W; Индонезия)
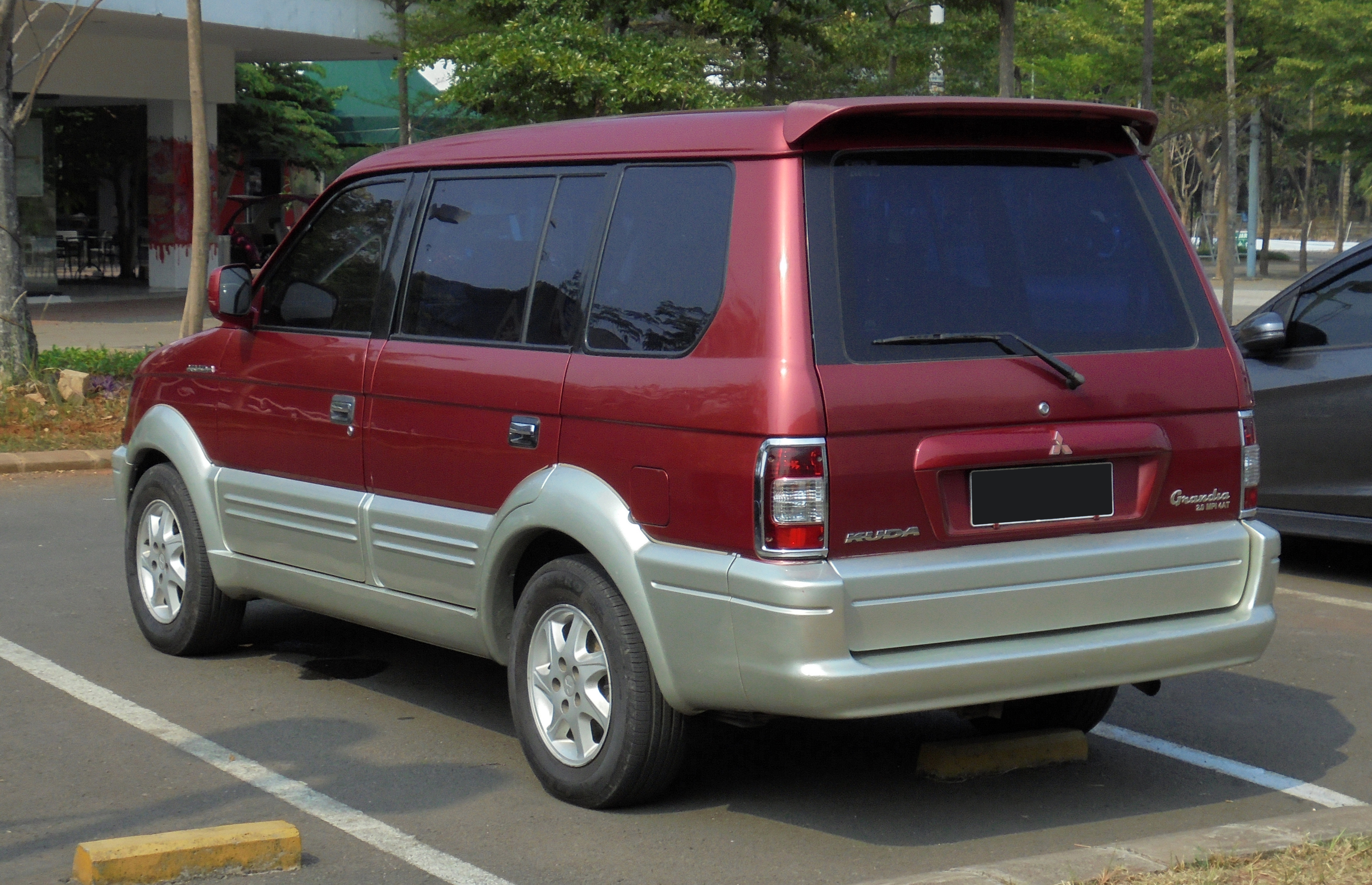
Вид сзади

### Soueast Freeca

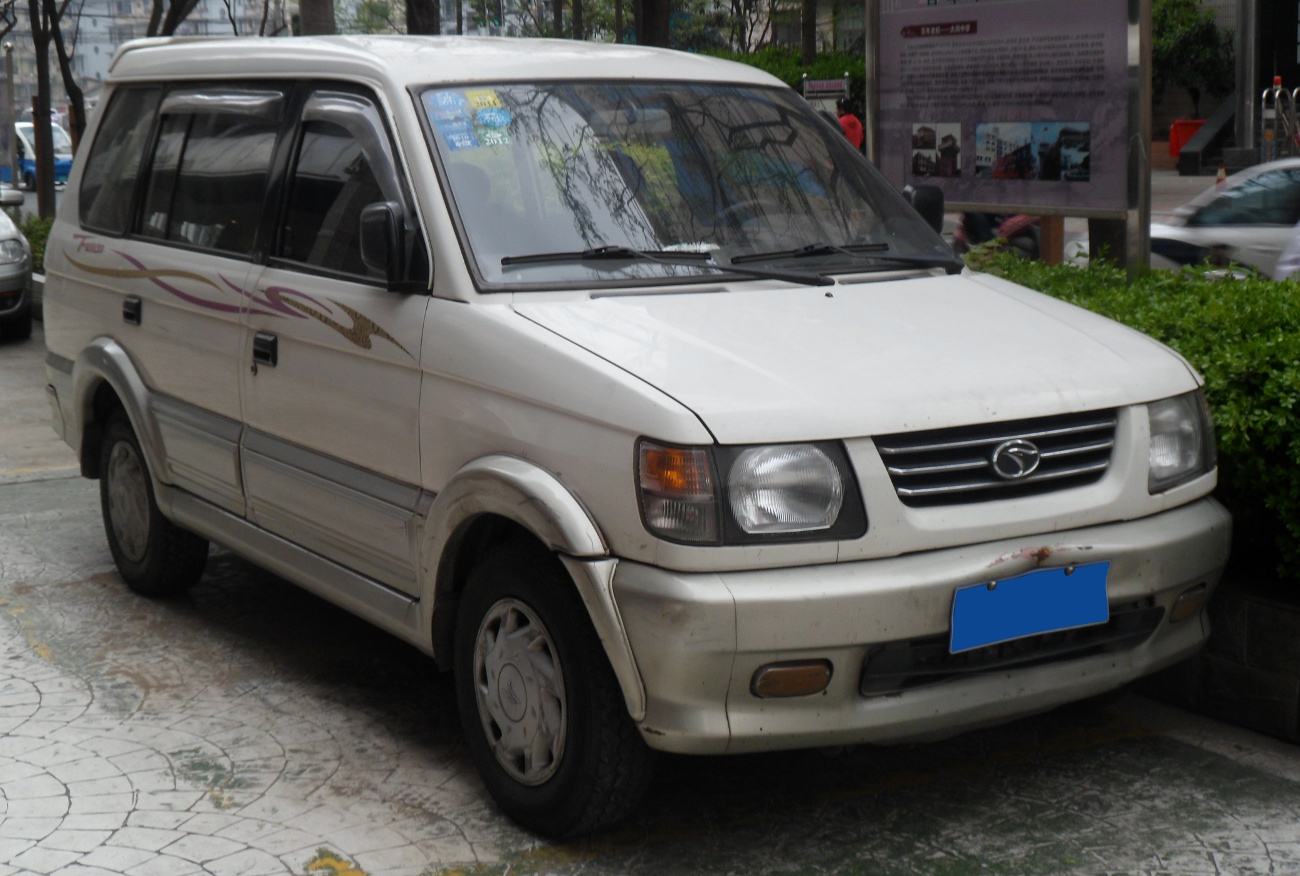
Оригинальный Soueast Freeca DN6440-IM (Китай)
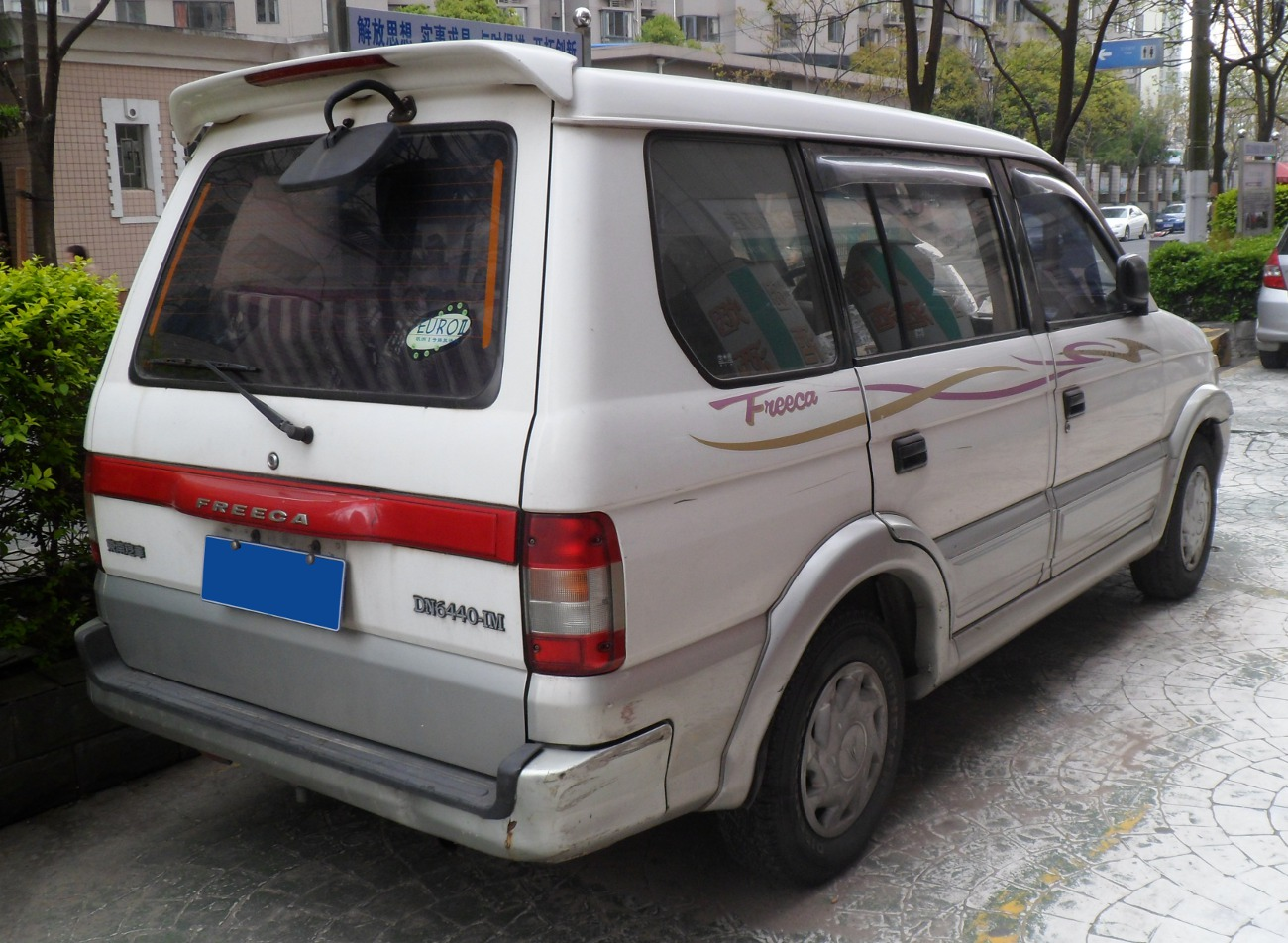
Вид сзади
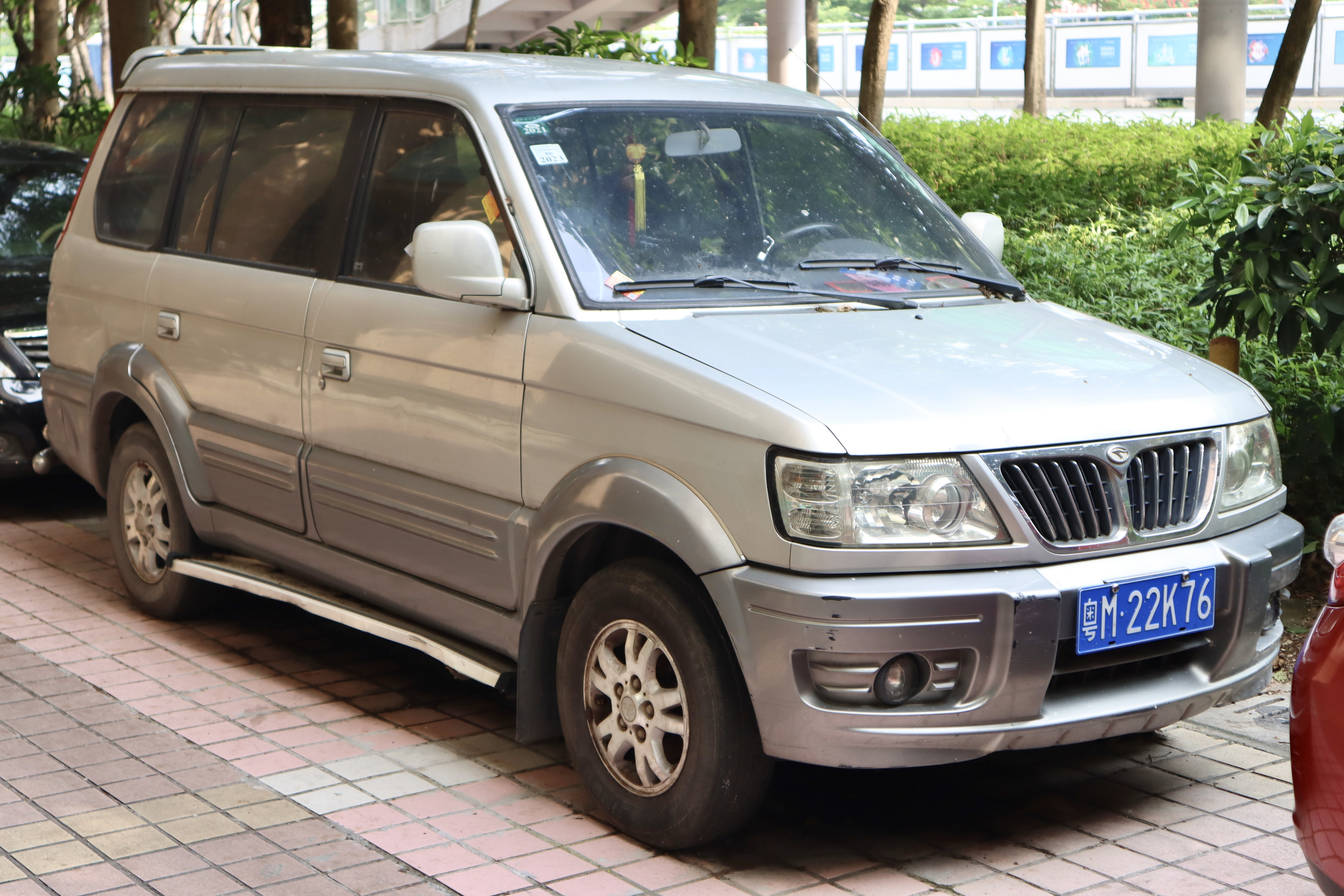
Первый фейслифтинг Soueast Freeca
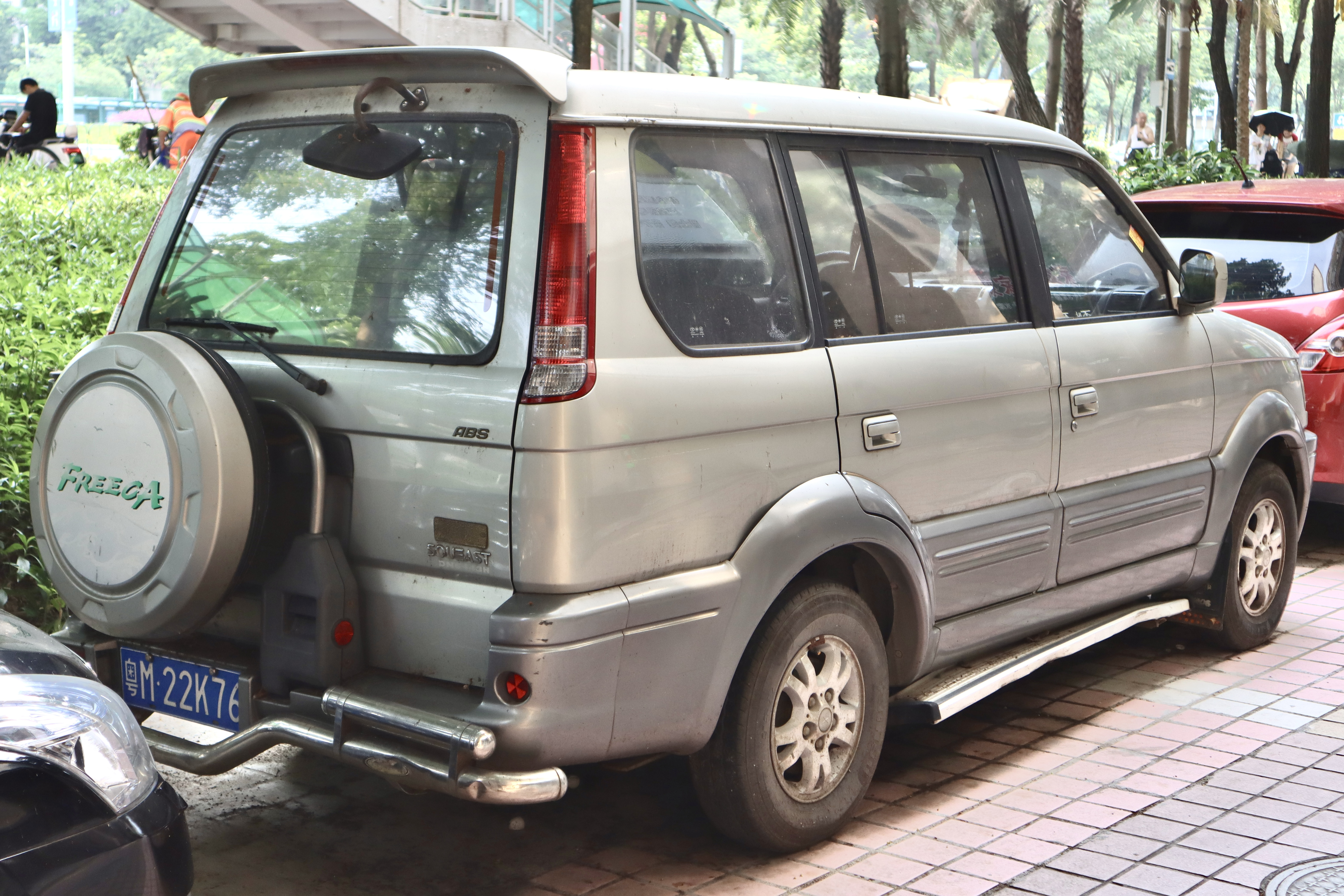
Вид сзади
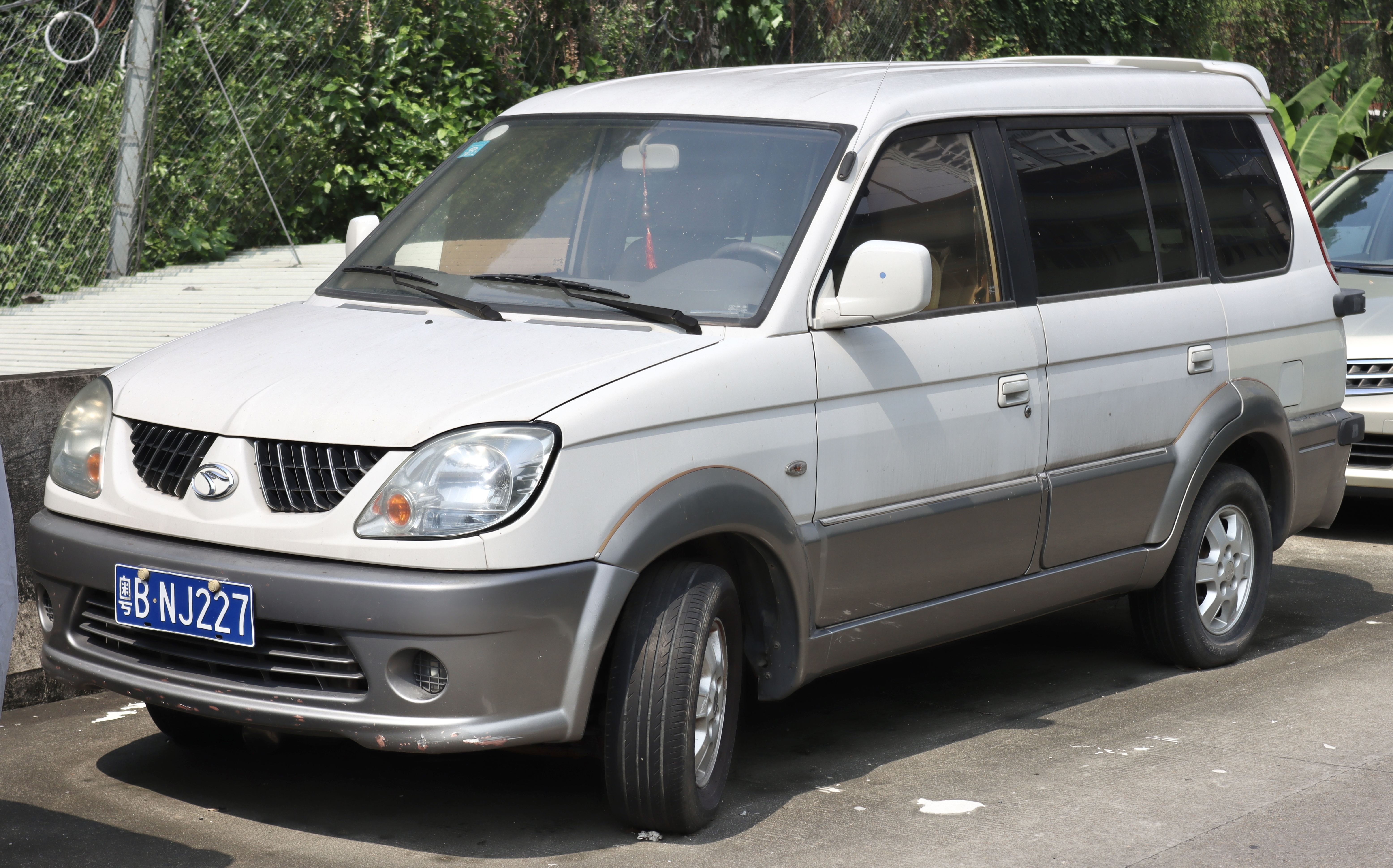
Второй фейслифтинг Soueast Freeca
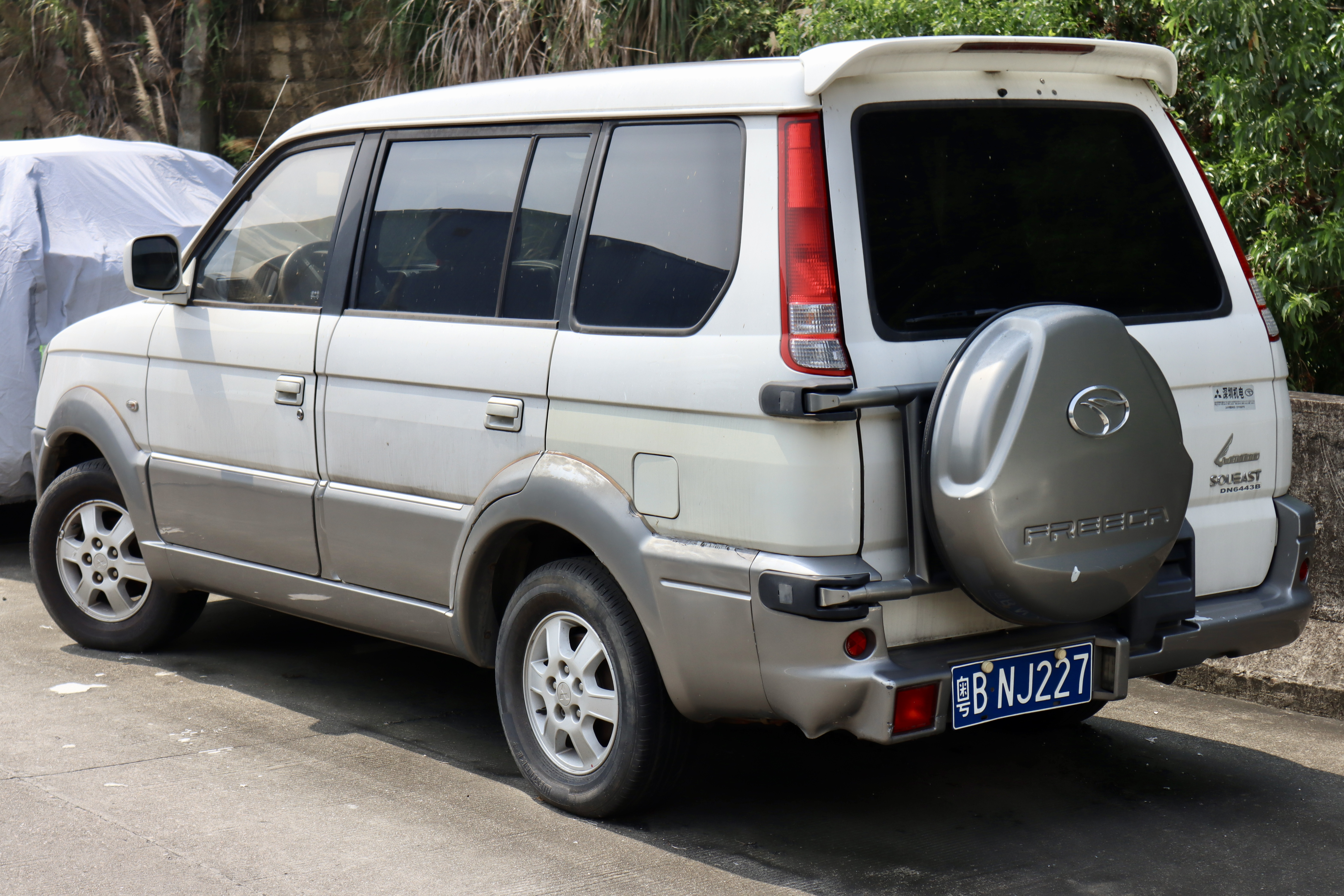
Вид сзади

## Производство
| Годы производства | Тайвань (Freeca) | Филиппины (Adventure) | Индонезия (Kuda) | Китай (Freeca) |
| ----------------- | ---------------- | --------------------- | ---------------- | -------------- |
| 1997—1999         | —                | —                     | —                | —              |
| 2000              | 17,044           | 6,729                 | 20,916           | 1,050          |
| 2001              | 13,531           | 7,714                 | 4,776            | 7,350          |
| 2002              | 12,537           | 7,742                 | 9,669            | 8,970          |
| 2003              | 11,800           | 3,921                 | 7,350            | 12,630         |
| 2004              | 11,359           | 5,868                 | 5,670            | 7,458          |
| 2005              | 12,479*          | 5,876                 | 825              | 4,163          |
| 2006              | 4,791*           | 4,560                 | —                | 1,911          |
| 2007              | 6,682*           | 6,033                 | —                | 1,650          |
| 2008              | 2,133*           | 4,570                 | —                | 721            |

* Совокупные производственные показатели Freeca и Zinger